# Иковское (Тюменская область)
Иковское — деревня в Викуловском районе Тюменской области России. Входит в состав Березинского сельского поселения.

## География
Деревня находится в восточной части Тюменской области, в таёжной зоне, в пределах юго-западной части Западно-Сибирской низменности, на левом берегу реки Ик (приток реки Ишим), на расстоянии примерно 12 км (по прямой) к западу от села Викулово, административного центра района. Абсолютная высота — 69 м над уровнем моря.
Климат
Климат континентальный с суровой холодной зимой. Годовое количество осадков — 417 мм. Средняя температура января составляет −18,9 °C, июля — +18 °C. Продолжительность периода с устойчивым снежным покровом — 161 день.
Часовой пояс
Деревня Иковское, как и вся Тюменская область, находится в часовой зоне МСК+2. Смещение применяемого времени относительно UTC составляет +5:00.

## История
В 1926 году в деревне имелось 84 хозяйства и проживало 459 человек (233 мужчины и 226 женщин). В административном отношении входила в состав Березинского сельсовета Викуловского района Ишимского округа Уральской области. В национальном составе населения того периода русские составляли 65 %, украинцы — 33 %.

## Население
| 2010 |
| ---- |
| 123  |

Гендерный состав
По данным Всероссийской переписи населения 2010 года, в гендерной структуре населения мужчины составляли 52,8 %, женщины — соответственно 47,2 %.
Национальный состав
Согласно результатам переписи 2002 года, в национальной структуре населения русские составляли 97 % из 112 чел.

## Улицы
Уличная сеть деревни состоит из двух улиц (Заречная и Промышленная).